# Naukowe zarządzanie

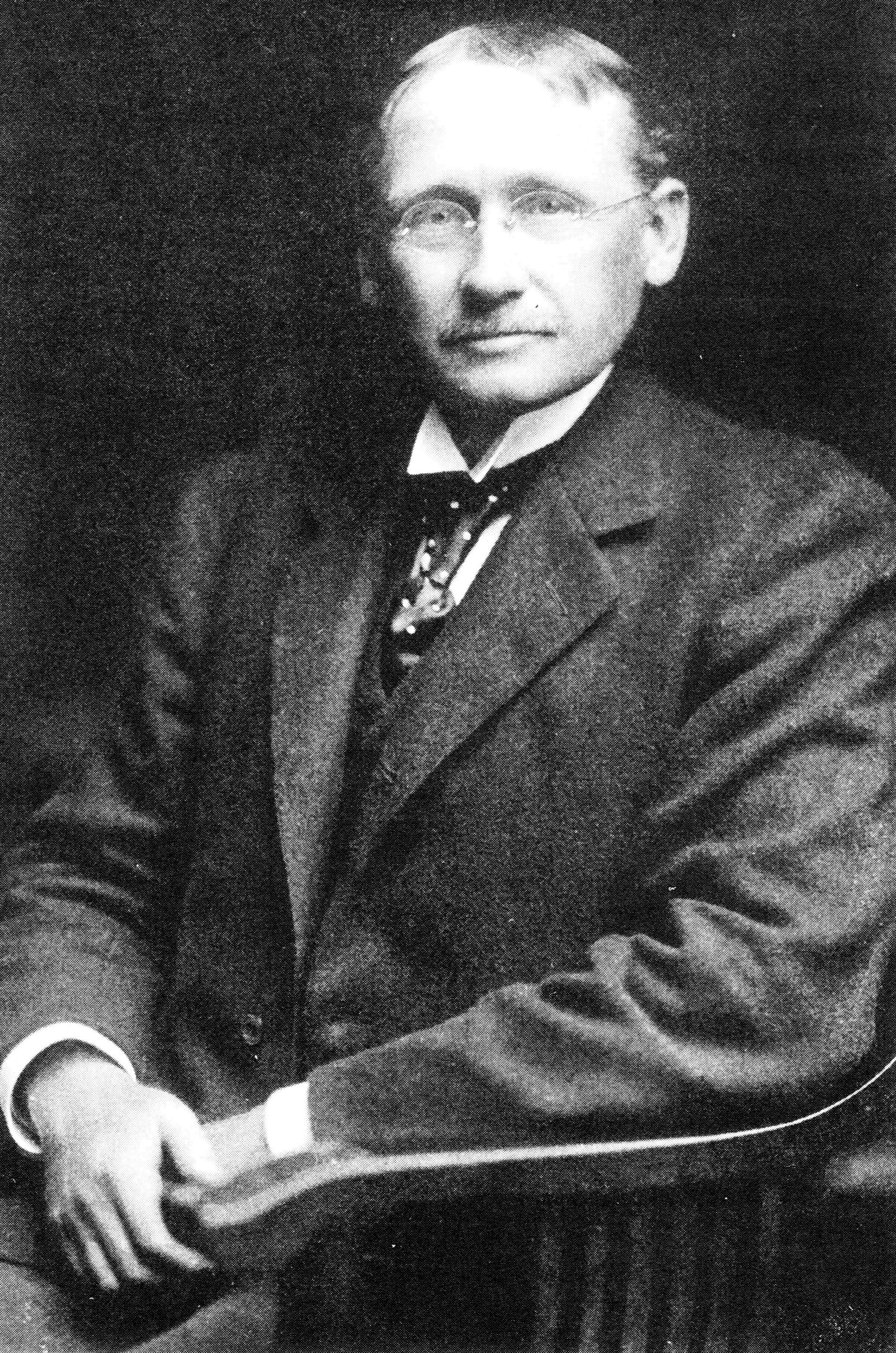
Frederick W. Taylor (1856–1915), główny przedstawiciel naukowego zarządzania

Naukowe zarządzanie, tayloryzm – amerykańska metoda organizacji pracy stworzona przez Fredericka W. Taylora.

## Historia
Naukowe zarządzanie (scientific management) powstało w Stanach Zjednoczonych w ostatnich dekadach XIX w. i na początku XX w. Jego zasadniczym twórcą był Frederick Winslow Taylor (stąd potoczna nazwa tayloryzm).

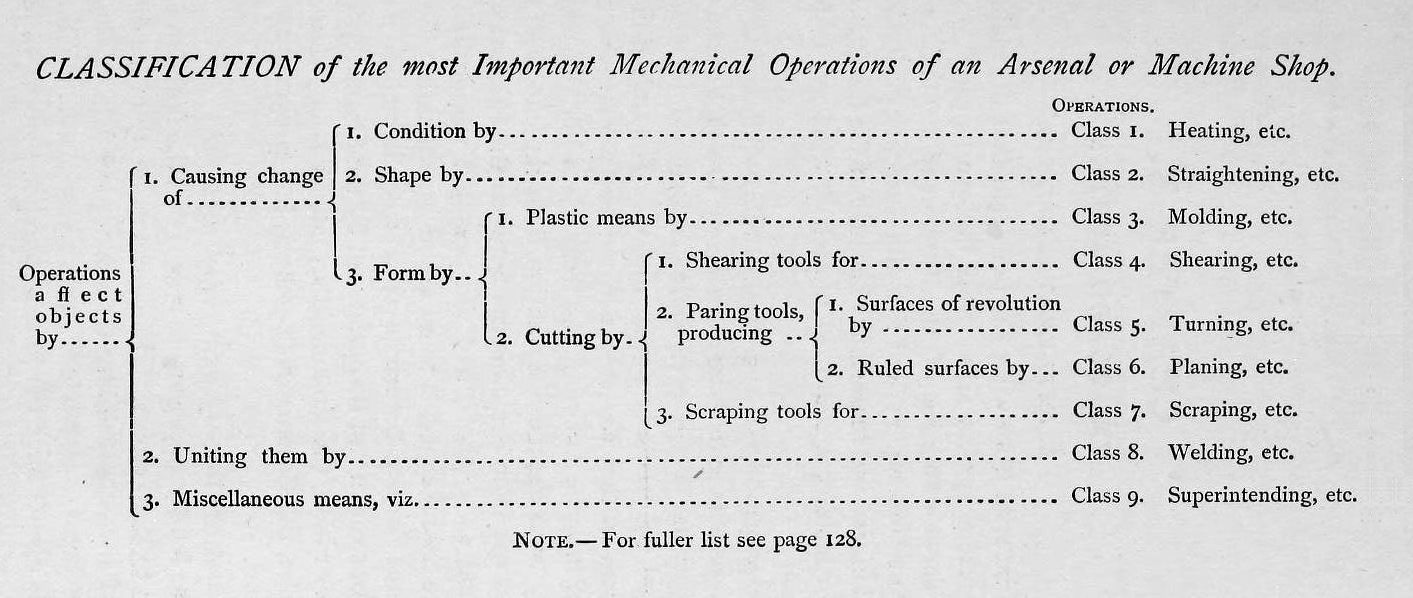
Klasyfikacja czynności w zakładzie mechanicznym (Henry Metcalfe, The Cost of Manufactures and the Administration of Workshops, Public and Private, 1885).

Początki naukowego zarządzania wiążą się z działalnością założonego w 1880 Amerykańskiego Stowarzyszenia Inżynierów Mechaników (The American Society of Mechanical Engineers, ASME), zrzeszającego badaczy i inżynierów zainteresowanych usprawnieniem procesów produkcji. W 1903 Taylor opublikował pracę Shop Management prezentującą podstawowe zasady naukowego zarządzania. W 1906 został prezesem ASME, rozwijając swoje koncepcje i prezentując je podczas licznych wykładów i odczytów (m.in. cykl wykładów na Uniwersytecie Harvarda w latach 1909–1914). W 1911 ukazała się najważniejsza praca z dziedziny naukowego zarządzania: Principles of Scientific Management Taylora, systematycznie prezentująca zasady naukowego zarządzania. Książka stała się podstawowym podręcznikiem zarządzania w tej epoce.
Oprócz Taylora twórcami i przedstawicielami naukowego zarządzania byli: Henry Towne, Frederick A. Halsey, Henry Metcalfe (The Cost of Manufactures and the Administration of Workshops, Public and Private, 1885), Daniel McCallum, Henry Gantt (twórca diagramu Gantta), Frank Bunker Gilbreth, Lillian Gilbreth (The Psychology of Management, 1914), Harrington Emerson (Twelve Principles of Efficiency, 1913), Morris Cooke, Hugo Munsterberg (Psychology and Industrial Efficiency, 1913), Walter Dill Scott.
Pionierem naukowego zarządzania był także Karol Adamiecki, publikujący swoje pierwsze pisma pod koniec XIX w. W 1925 utworzył on Instytut Naukowej Organizacji i Kierownictwa.
Zasady naukowego zarządzania stanowiły podstawę dla opracowanego przez Henry'ego Forda modelu produkcji masowej.

## Charakterystyka

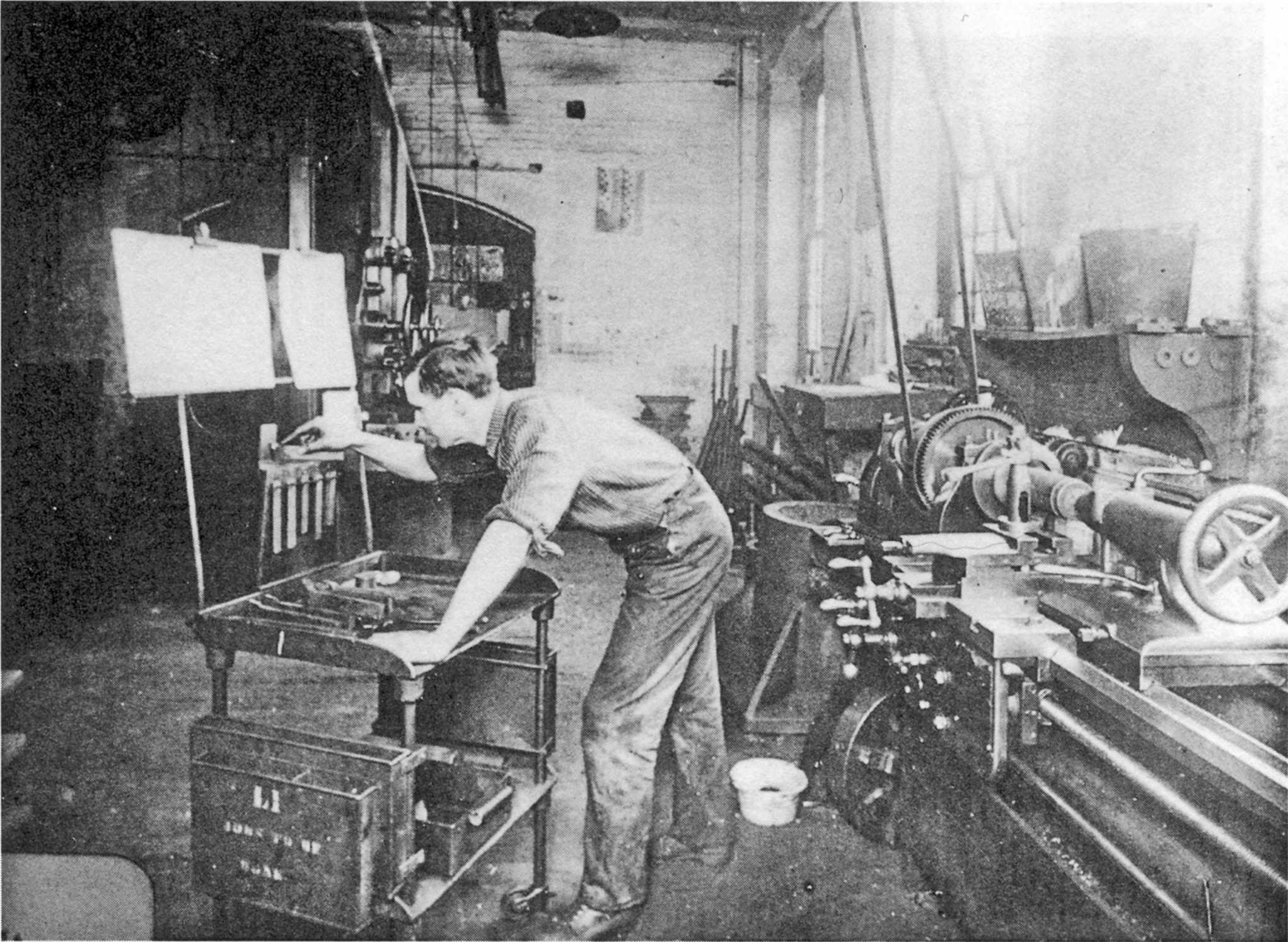
Robotnik w Tabor Company, gdzie Taylor był konsultantem przy wprowadzaniu zasad naukowego zarządzania w praktykę (ok. 1905).

Punktem wyjścia było pytanie, w jaki sposób kształtować organizację pracy w fabryce i poszczególne stanowiska w procesie produkcji tak, aby praca była jak najbardziej wydajna, a konflikty między pracownikami a menadżerami czy właścicielami najmniejsze.
Zarządzanie miało stać się nauką. W tym celu menadżerowie mieli badać to, jak pracują robotnicy i w jaki sposób poprawiać tę pracę. Metody pracy powinny być skodyfikowane i spisane w formie norm pracy i standardów postępowania. Należy też ustalić, jakie wyniki pracy powinien pracownik osiągać na danym stanowisku. Pracownicy powinni być zatrudniani w ten sposób, by ich umiejętności odpowiadały ściśle potrzebom danego stanowiska pracy. Osiągnięcia pracownika (na ile sprostał on standardom) powinny znajdować odzwierciedlenie w jego wynagrodzeniu.
Taylor wyróżnił trzy funkcje w procesie produkcji: robotników, kadrę biurową oraz brygadzistów (functional foremen). Podział pomiędzy stanowiskami i relacje władzy powinny być oparte na wiedzy i umiejętnościach, a nie na pozycji w hierarchii organizacyjnej (struktura funkcjonalna).
Taylor uważał, że robotnicy mają naturalną tendencję do unikania pracy i minimalizowania wysiłku, jaki w nią wkładają. Oprócz tej naturalnej tendencji do bumelanctwa istnieje też bumelanctwo systemowe (systemic soldiering), które jest efektem złej organizacji miejsca pracy i systemu zarządzania pracą. Naukowe zarządzanie miało być środkiem zaradczym na systemowe problemy organizacji pracy.
Naukowe zarządzanie polegało na standaryzacji stanowisk pracy i czynności podejmowanych w procesie produkcji (analiza pracy). Stanowiska pracy były ściśle zaplanowane pod względem ich zadań, czasu potrzebnego do ich realizacji oraz dostępnych narzędzi. Postulowano także podział procesu technologicznego na czynności proste przy eliminacji zbędnych nawyków. Prowadzić to miało do maksymalnej intensyfikacji pracy przy wydajnym wykorzystaniu czasu i obcięciu kosztów . Podejście takie prowadziło także do zmniejszania poziomu wiedzy i umiejętności wymaganych przez robotnika i skracało potrzebny czas szkolenia .

## Krytyka
Od początku naukowe zarządzanie było krytykowane za dehumanizację pracowników, mechanizację pracy, śrubowanie norm produktywności i nadmierną kontrolę nad robotnikiem w miejscu pracy . Miało zmieniać pracowników w trybiki w maszynie, co prowadziło do alienacji pracy. Krytyka tayloryzmu jako wyrazu rozwiniętego kapitalizmu była ważnym tematem idei socjalistycznych i komunistycznych. Antonio Gramsci zwracał uwagę, że techniczna i biurokratyczna kontrola nad robotnikiem, którą niósł tayloryzm, rodziła w robotnikach poczucie deprofesjonalizacji, utraty kontroli i statusu, a w efekcie powodowała ich opór i narastanie konfliktów. Przeciwko taylorowskiej organizacji pracy protestowały też organizacje robotnicze, wskazując, że prowadzi ona do nadużyć wobec robotników i nadmiernego obciążenia ich pracą. W tej sprawie odbyło się śledztwo w Kongresie, które nie wykazało takich nadużyć i nie wskazało potrzeby regulacji warunków pracy .
W 1960 Douglas McGregor scharakteryzował dwa sposoby podejścia do pracownika w teoriach zarządzania, które określił jako teoria X i teoria Y. Jako teorię X opisał podejście naukowego zarządzania, charakteryzującego pracownika w terminach negatywnych – jako osobę unikającą pracy, wymagającą ścisłego nadzoru. Przeciwstawiał tej koncepcji nowe, bardziej pozytywne ujęcia sytuacji pracy i relacji pracowniczych.

## Dalszy rozwój
Po drugiej dekadzie XX w. popularność naukowego zarządzania słabła. Nadal był to jednak nurt znaczący, a jego obecność jest nadal widoczna w zarządzaniu i teorii organizacji (choćby w edukacji menadżerów). Elementy naukowego zarządzania (w szczególności: ograniczanie i sprecyzowanie kompetencji wymaganych od robotników, minimalizacja kosztów i czasu szkolenia, ścisły nadzór nad pracownikami) były powszechnie stosowane w amerykańskim przemyśle powojennym . Zasady naukowego zarządzania były przedmiotem zainteresowania nauk o zarządzaniu, psychologów, socjologów i antropologów organizacji. Związane z nim koncepcje były w kolejnych dekadach wielokrotnie poprawiane, weryfikowane czy formułowane na nowo. Od lat 50. XX w. zarzucono wiele radykalnych twierdzeń naukowego zarządzania, wskazując np. na pozytywne dla efektywności rezultaty zwiększania kompetencji pracowników i różnorodności ich zadań .